# Sandra de Sá
Sandra Cristina Frederico de Sá, meglio nota come Sandra de Sá o Sandra Sá (Rio de Janeiro, 27 agosto 1955), è una cantante e compositrice brasiliana. 
Sia per certe somiglianze timbriche e di stile, sia per avere spesso collaborato con lui, è stata soprannominata "Tim Maia de saias" (Tim Maia in gonnella). Il cantautore Cazuza l'ha invece definita una "Billie Holiday brasiliana". Per i suoi testi di forte consapevolezza sociale, ha vinto premi come cantante e cantautrice in diversi festival di musica popolare brasiliana. 

## Biografia
Sandra de Sá è nata nel sobborgo ferroviario di Pilares. Il nonno materno era originario di Capo Verde. Il padre era un batterista che si esibiva in balere e in scuole di samba. Dopo avere seguito il padre durante le sue esibizioni fin dall'adolescenza, Sandra ha imparato da sola a suonare la chitarra e ha iniziato a comporre dei brani. Con l'incoraggiamento dei genitori, ha quindi iniziato ad esibirsi come cantante nelle scuole di samba. Nel 1977 ha iniziato a studiare psicologia presso l'Università Gama Filho, ma ha abbandonato gli studi a un passo dalla laurea, dopo essere emersa come compositrice grazie alla canzone Morenando, incisa da Leci Brandão.
Nel 1980 è esplosa anche come interprete grazie al brano Demônio Colorido, con cui è stata finalista del festival musicale MPB Shell, organizzato al tempo da Rede Globo.
A partire dal 1984 ha reso il suo repertorio più eclettico, mescolando funk tradizionale, rock, soul e samba. Tra i suoi successi maggiori,  Enredo do meu samba, canzone usata come tema di apertura della telenovela di Rede Globo Partido Alto, Vale Tudo, duetto con Tim Maia, e la ballata romantica Bye bye, tristeza.

## Vita privata
Ha un figlio, Jorge, frutto di una relazione con il compositore Tom Saga. Nel 2015 ha rivelato di essere lesbica.

## Discografia

### Album studio
- Demônio Colorido (1980)
- Sandra Sá (1982)
- Vale Tudo (1983)
- Sandra Sá (1984)
- Sandra Sá (1985)
- Sandra Sá (1986)
- Sandra Sá (1988)
- Sandra! (1990)
- Lucky! (1991)
- D'Sá (1993)
- Olhos Coloridos (1995)
- A Lua Sabe Quem Eu Sou (1996)
- Eu Sempre Fui Sincero, Você Sabe Muito Bem (1998)
- Momentos Que Marcam Demais (2000)
- Pare, Olhe, Escute! - Sandra de Sá traduz os sucessos da Motown (2002)
- AfricaNatividade - Cheiro de Brasil (2010)
- Lado B (2015)

### Album dal vivo
- Música Preta Brasileira (2004)

### Raccolte
- Maxximum (2005)
- Novo Millennium (2005)